# Bicuiba oleifera
Bicuiba oleifera är en tvåhjärtbladig växtart som först beskrevs av Heinrich Wilhelm Schott, och fick sitt nu gällande namn av W.J.J.O. de Wilde. Bicuiba oleifera ingår i släktet Bicuiba och familjen Myristicaceae. Inga underarter finns listade i Catalogue of Life.